# Copa de la Reina de Baloncesto 2007
La Copa de la Reina de Baloncesto 2007 corresponde a la 45ª edición de dicho torneo. Se celebró entre el 5 y el 7 de enero de 2007 en el Palacio Deportes de Chapín de Jerez de la Frontera. El campeón de Copa accede a disputar la Supercopa contra el campeón de Liga.

## Equipos clasificados
El formato de competición es el mismo que la temporada anterior. Se juega en Jerez de la Frontera, con lo cual no hay equipo anfitrión y participan los ocho primeros clasificados al final de la primera vuelta de la Liga Femenina. El campeón se clasifica para la Copa Europea Femenina de la FIBA 2007-08.
| Pos. | Equipo                                  | PJ | G  | P | PF   | PC  | DP   | Pts | Clasificación    |
| ---- | --------------------------------------- | -- | -- | - | ---- | --- | ---- | --- | ---------------- |
| 1    | Ros Casares Valencia                    | 13 | 11 | 2 | 1010 | 817 | +193 | 24  | Cabezas de serie |
| 2    | Perfumerías Avenida                     | 13 | 11 | 2 | 915  | 819 | +96  | 24  | Cabezas de serie |
| 3    | Arranz-Jopisa Burgos                    | 13 | 8  | 5 | 916  | 873 | +43  | 21  | Cabezas de serie |
| 4    | Hondarribia-Irún                        | 13 | 8  | 5 | 816  | 782 | +34  | 21  | Cabezas de serie |
| 5    | Extrugasa                               | 13 | 8  | 5 | 860  | 896 | −36  | 21  |                  |
| 6    | Universitat de Barcelona / FC Barcelona | 13 | 7  | 6 | 924  | 899 | +25  | 20  |                  |
| 7    | Rivas Ecópolis                          | 13 | 7  | 6 | 959  | 938 | +21  | 20  |                  |
| 8    | Ebe Promociones-Puig d'en Valls         | 13 | 7  | 6 | 956  | 936 | +20  | 20  |                  |

 Fuente: Liga Femenina

## Desarrollo
Esta Copa fue el primer título de la serie de doce consecutivos en categoría nacional que ganó el Ciudad Ros Casares a partir de ahí. Y supuso además el debut en el banquillo de Manolo Real y su cuerpo técnico, que ganó su primer título dos días después de sentarse a dirigir al equipo por primera vez en los cuartos de final ante Extrugasa.
Hubo un puntito de relevo en esta Copa. Fue la última en la que participó el Universitat de Barcelona / FC Barcelona, que desapareció ese verano. Y la primera en la que se asomó el Rivas, que le puso las cosas complicadas al Perfumerias Avenida en cuartos de final y que solo cedió por 64-62.

## Fase final
|  | Cuartos de final                | Cuartos de final |                      |                      | Semifinales | Semifinales |  |                      | Final      | Final      |  |
|  | 5 de enero                      | 5 de enero       |                      |                      | 6 de enero  | 6 de enero  |  |                      | 7 de enero | 7 de enero |  |
|  |                                 |                  |                      |                      |             |             |  |                      |            |            |  |
|  |                                 |                  |                      |                      |             |             |  |                      |            |            |  |
|  | Ros Casares Valencia            | 75               |                      |                      |             |             |  |                      |            |            |  |
|  | Ros Casares Valencia            | 75               |                      |                      |             |             |  |                      |            |            |  |
|  | Extrugasa                       | 48               |                      |                      |             |             |  |                      |            |            |  |
|  | Extrugasa                       | 48               |                      | Ros Casares Valencia | 70          |             |  |                      |            |            |  |
|  |                                 |                  |                      | Ros Casares Valencia | 70          |             |  |                      |            |            |  |
|  |                                 |                  | Hondarribia-Irún     | 69                   |             |             |  |                      |            |            |  |
|  | Hondarribia-Irún                | 66               | Hondarribia-Irún     | 69                   |             |             |  |                      |            |            |  |
|  | Hondarribia-Irún                | 66               |                      |                      |             |             |  |                      |            |            |  |
|  | UB–FC Barcelona                 | 61               |                      |                      |             |             |  |                      |            |            |  |
|  | UB–FC Barcelona                 | 61               |                      |                      |             |             |  | Ros Casares Valencia | 72         |            |  |
|  |                                 |                  |                      |                      |             |             |  | Ros Casares Valencia | 72         |            |  |
|  |                                 |                  | Perfumerías Avenida  | 60                   |             |             |  |                      |            |            |  |
|  | Perfumerías Avenida             | 64               | Perfumerías Avenida  | 60                   |             |             |  |                      |            |            |  |
|  | Perfumerías Avenida             | 64               |                      |                      |             |             |  |                      |            |            |  |
|  | Rivas Ecópolis                  | 62               |                      |                      |             |             |  |                      |            |            |  |
|  | Rivas Ecópolis                  | 62               |                      | Perfumerías Avenida  | 65          |             |  |                      |            |            |  |
|  |                                 |                  |                      | Perfumerías Avenida  | 65          |             |  |                      |            |            |  |
|  |                                 |                  | Arranz-Jopisa Burgos | 61                   |             |             |  |                      |            |            |  |
|  | Arranz-Jopisa Burgos            | 77               | Arranz-Jopisa Burgos | 61                   |             |             |  |                      |            |            |  |
|  | Arranz-Jopisa Burgos            | 77               |                      |                      |             |             |  |                      |            |            |  |
|  | Ebe Promociones-Puig d'en Valls | 51               |                      |                      |             |             |  |                      |            |            |  |
|  | Ebe Promociones-Puig d'en Valls | 51               |                      |                      |             |             |  |                      |            |            |  |
|  |                                 |                  |                      |                      |             |             |  |                      |            |            |  |

### Final
| 7 de enero de 2007 | Ros Casares Valencia                                                                                            | 72–60                                | Perfumerías Avenida                                                                               | Jerez de la Frontera |  |
| 17:30              | Parciales: 18–19, 22–18, 24–8, 10–15                                                                            | Parciales: 18–19, 22–18, 24–8, 10–15 | Parciales: 18–19, 22–18, 24–8, 10–15                                                              | |  |
|                    | Estadísticas Elisa Aguilar 17 Érika de Souza 16 Laia Palau, Elisa Aguilar 3 Elena Tornikidou, Érika de Souza 15 | Reporte Pts Reb Asts Val             | Estadísticas Nicole Powell 18 Nicole Powell 11 Silvia Domínguez, Clara Bermejo 4 Clara Bermejo 22 | Pabellón: Palacio Deportes de Chapín Asistencia: 500 espectadores Árbitros: Francisco Javier Alfonso Castillo, Juan Manuel Uruñuela Uruñuela |  |

| Ganadoras de la Copa de la Reina 2007 |
| ------------------------------------- |
| Ros Casares Valencia 4º título        |